# 7.7 cm FK 16

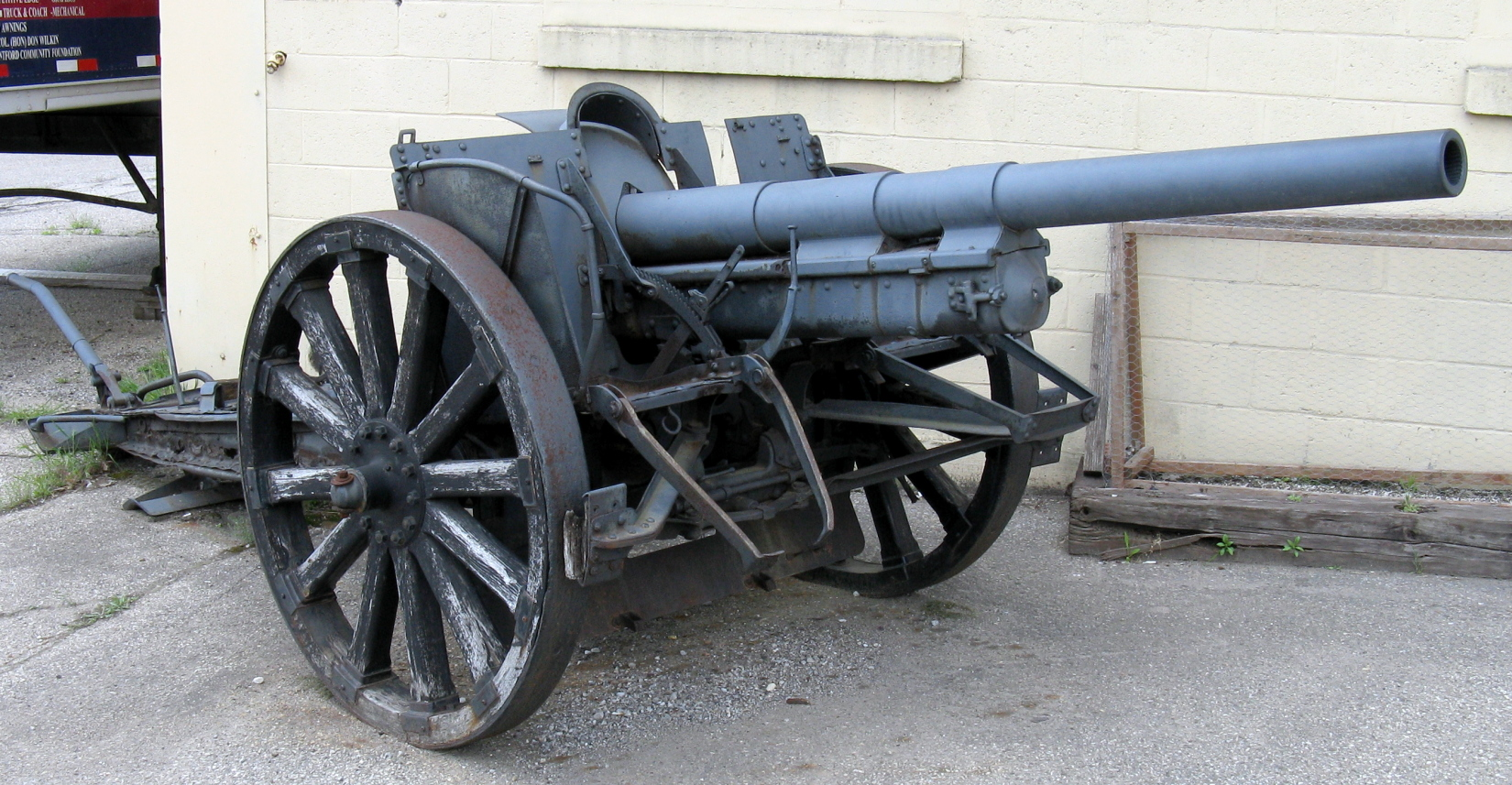

77-мм полевая пушка образца 1916 года (нем. 7,7-cm-Feldkanone 16, сокр. 7.7 cm FK 16) — немецкая легкая полевая пушка, активно применявшаяся в ходе Первой мировой войны. Также состояла на вооружении ряда стран и применялась в некоторых межвоенных конфликтах, а её модернизированные варианты применялись также и во Второй мировой войне.

## Создание
Военные действия в начале Первой мировой войны выявили ряд недостатков основной легкой полевой пушки Германии — 7.7 cm FK 96 n.A.. Она была легкой и мобильной, однако своими баллистическими характеристиками уступала полевым орудиям противников — французской 75-мм пушке образца 1897 и российской 76-мм пушке образца 1902. В условиях окопной войны недостаточная дальность огня стала серьёзной проблемой.
Новая пушка должна была иметь удлинённый ствол и лафет с большим углом подъёма ствола. Было предложено использовать лафет 105-мм гаубицы С/09 и затворный механизм от пушки FK 96. В результате, удалось получить дальнобойную полевую пушку, которая имела лафет, унифицированный с легкой гаубицей. Таким образом, новая пушка FK 16 на больших дистанциях была способна вести навесной огонь, нанося потери вражеским войскам в окопах.

## Описание конструкции
77-мм полевая пушка образца 1916 получила на удлинённый на 61 см ствол от 7.7 cm FK 96 n.A.. Унифицированный с гаубицей С/09 лафет имел повышенный на 24° угол подъёма ствола. Это улучшило баллистику, дальность стрельбы выросла на 3,7 км. Затворы, нарезка ствола и противооткатные механизмы были оставлены без изменений. В отличие от французских и русских пушек, в Германии был применён горизонтальный клиновой затвор.
Вес пушки в боевом положении вырос до 1312 кг, тяжелее её была только австро-венгерская полевая пушка образца 1917 года. Пушки стран Антанты имели вес на 100—200 кг меньше, что облегчало транспортировку. В германской 77-мм полевой пушке образца 1916 года манёвренностью было пожертвовано ради увеличения дальности стрельбы, поскольку война перешла к позиционной стадии.
Немецкие артиллеристы активно применяли платформу, поворачивавшуюся для установки пушки. Это позволяло не тратить много сил для наведения пушки на новую цель вне сектора стрельбы (4-7 градусов). Применение таких платформ позволяло артиллерии более оперативно контролировать большие сектора фронта.

## Производство и применение
77-мм полевая пушка образца 1916 года частично производилась из заменителей остродефицитных материалов, из-за чего возникало много дефектов. Это приводило к случаям взрыва снарядов в стволе пушки. Неудовлетворительным было также качество снарядов. В частности, некоторые имели слишком большой диаметр, что ускоряло порчу ствола. Пикриновая кислота часто формировала очень чувствительные соли, которые во время выстрела могли детонироваться и, таким образом, подрывать весь снаряд. Покрытие внутренних стенок снарядов специальными красками блокировало создание солей и позволило решить проблему.
После войны Германия перестволила пушки на калибр 75 мм, 75-мм пушки образца 1916 получили индекс 7,5 cm FK 16 n.A. (новой конструкции). Эти пушки применялись в ходе Второй мировой войны. Бельгия также перестволила трофейные пушки FK 16 на калибр 75 мм. Некоторое время 77-мм полевые пушки образца 1916 года находились на вооружении Украинской галицкой Армии.